# تاريخ الفلبين (1898–1946)

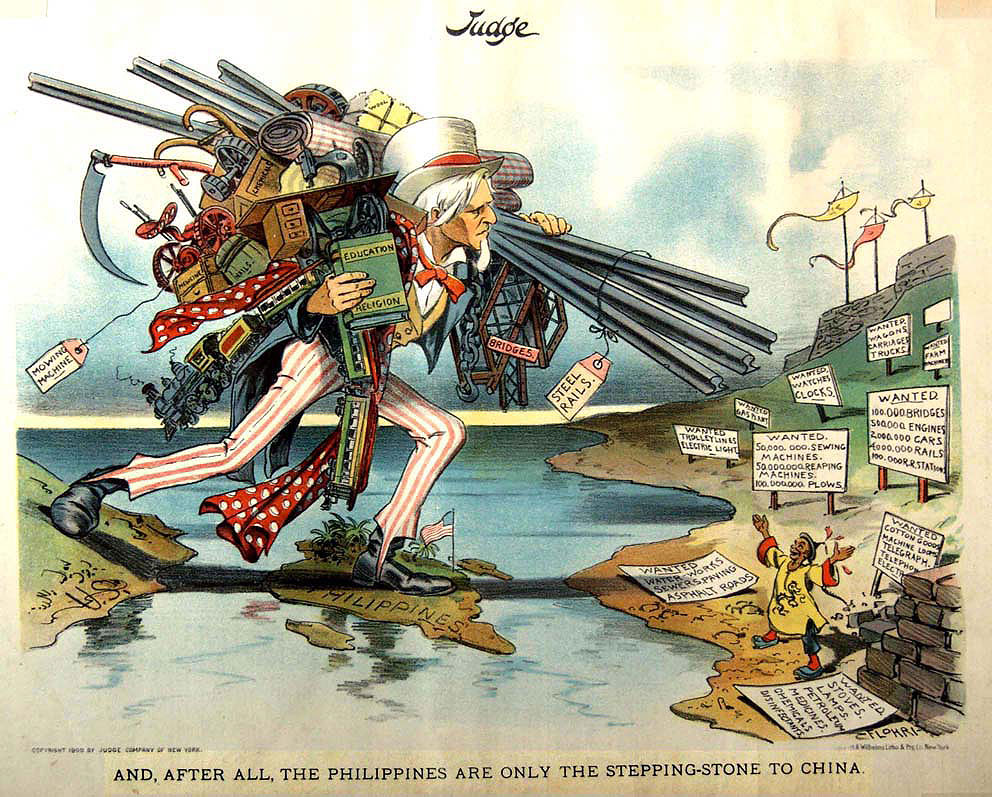

يتناول تاريخ الفلبّين من عام 1898 إلى عام 1946 فترة الاستعمار الأمريكيّ للفلبين. بدأت مع اندلاع الحرب الإسبانية الأمريكية في أبريل 1898، عندما كانت الفلبّين ما تزال مستعمرة لجزر الهند الشرقيّة الإسبانيّة، وانتهت عندما اعترفت الولايات المتّحدة رسميًا باستقلال جمهوريّة الفلبّين في 4 يوليو 1946.
تنازلت إسبانيا عن الفلبّين للولايات المتّحدة بموجب معاهدة باريس في 10 ديسمبر 1898، وبذلك بدأت حقبة الاستعمار الأمريكيّ. شهدت الحكومة العسكريّة الأمريكيّة المؤقّتة لجزر الفلبّين فترة من الاضطراب السياسيّ الكبير، ما كان سمة الحرب الفلبّينيّة الأمريكيّة.
اُستبدلت الحكومة العسكريّة، ابتداءً من عام 1901، بحكومة مدنيّة - حكومة الجزر المنعزلة في جزر الفلبّين – برئاسة وليام هوارد تافت أوّل حاكم عام لها. أيضا، كانت هناك سلسلة من الحكومات المتمرّدة التي كانت تفتقر إلى اعتراف دوليّ ودبلوماسيّ كبير بين عاميّ 1898 و1904.
بعد إقرار قانون استقلال الفلبّين في عام 1934، أُجريت انتخابات رئاسية فلبّينيّة في عام 1935، وانتُخب مانويل ل. كويزون ونُصّب كرئيسٍ ثانٍ للفلبّين في 15 تشرين الثاني/نوفمبر 1935. وحُلّت حكومة الجزر، وأُنشأت رابطة الفلبين التي كان من المقرر أن تكون حكومة انتقالية استعدادًا لإتمام الاستقلال الكامل للبلد في عام 1946.
بعد الغزوّ اليابانيّ في عام 1941 أثناء الحرب العالمية الثانية وما تلا ذلك من احتلالٍ للفلبّين، استعادت الولايات المتّحدة وجيش الكومنولث الفلبّيني السيطرة على الفلبّين في عام 1945. واعترفت الولايات المتّحدة رسميًا باستقلال جمهوريّة الفلبّين في 4 يوليو 1946، وفقًا لشروط معاهدة استقلال الفلبّين.

## المنظور التاريخي
بدأت الثورة الفلبّينيّة في أغسطس 1896 وانتهت باتفاق بياك نا باتو، وهو وقفٌ لإطلاق النار بين الحاكم الاستعماريّ الإسبانيّ فرناندو بريمو دي ريفيرا والزعيم الثوريّ إميليو أغوينالدو الذي وُقّع في 15 ديسمبر 1897، وبموجب شروطها استسلم أغوينالدو وميليشيّاته. وحصل الزعماء الثوريون الآخرون على عفوٍ وتعويضٍ ماليّ من الحكومة الإسبانية مقابل موافقة الحكومة المتمرّدة على الذهاب إلى المنفى في هونغ كونغ.

## الحرب الإسبانيّة الأمريكيّة (1898)
كان فشل إسبانيا في الانخراط في إصلاحاتٍ اجتماعيّة فعليّة في كوبا على النحو الذي طالبت به حكومة الولايات المتّحدة هو السبب الأساسيّ للحرب الإسبانيّة الأمريكيّة. وزاد الاهتمام الأمريكيّ بالقضيّة بعد الانفجار الغامض الذي أغرق السفينة الحربيّة الأمريكيّة  مين في 15 فبراير 1898 في ميناء هافانا. بالإضافة إلى الضغط السياسيّ العامّ من الحزب الديمقراطيّ وبعض الصناعيّين استعدادًا للحرب، أجبر الكونغرس الأمريكيّ الرئيس الجمهوريّ المتردد ويليام ماكينلي لإصدار إنذار إلى إسبانيا في 19 أبريل 1898. ووجدت إسبانيا أنّه ليس لديها دعم دبلوماسيّ في أوروبا، ولكن مع تلك الحرب المعلنة؛ اتبعت الولايات المتّحدة ذلك في 25 أبريل بإعلانها الحرب.
أمر ثيودور روزفلت، الذي كان في ذلك الوقت مساعد وزير البحريّة، العميد البحريّ جورج ديوي، قائد الأسطول الآسيويّ للبحريّة الأمريكيّة: «استدع السرب ... إلى هونغ كونغ. احتفظ بالفحم. في حالة الإعلان حرب إسبانيا، سيكون عليك ألا تجعل السرب الإسبانيّ يغادر الساحل الآسيويّ، ثم العمليات الهجومية في جزر الفلبين». وغادر سرب ديوي في 27 أبريل متوجها إلى الفلبّين، ووصل إلى خليج مانيلا مساء 30 أبريل.

### معركة خليج مانيلا
اندلعت معركة خليج مانيلا في الأول من مايو عام 1898. وفي غضون ساعات، هُزم أسطول كومودور ديوي الأسطول الإسبانيّ بقيادة الأميرال باتريسيو مونتوجو. استولى سرب الولايات المتّحدة على ساحة الترسانة والبحريّة في كافايت. وتواصل ديوي  مع واشنطن، قائلًا إنّه رغم سيطرته على خليج مانيلا، فهو بحاجة إلى 5000 رجل إضافيّ للاستيلاء على مانيلا نفسها.

### استعداد الولايات المّتحدة للعمليات البرّيّة
دفعت السرعة غير المتوقعة وتمام فوز ديوي في الاشتباك الأول من الحرب إدارة ماكينلي إلى اتخاذ قرار الاستيلاء على مانيلا من الإسبان. وبدأ جيش الولايات المتّحدة في تجميع سلاح الجيش الثامن - وهي وحدة عسكريّة تتألّف من 10844 جنديًا تحت قيادة اللواء ويسلي ميريت - استعدادًا لنشرها في الفلبّين.
أثناء انتظار وصول قواتٍ من الفيلق الثامن، أرسل ديوي القارب الحربي  يو إس إس ماكلوتش إلى هونج كونج لإعادة إميليو أغينالدو إلى الفلبّين.
وصل أغينالدو في 19 مايو، وبعد اجتماع قصير مع ديوي، استأنف الأنشطة الثوريّة ضد الإسبان. في 24 مايو، أصدر أغوينالدو إعلانًا تولى فيه قيادة جميع القوات الفلبينيّة وأعلن عزمه على إنشاء حكومة دكتاتوريّة مع تنصيب نفسه كحاكم مطلق، قائلًا إنّه سيستقيل لصالح رئيس منتخب كما ينبغي.
ابتهج العامّة بصورة واضحة لعودة أغوينالدو. وهرب العديد من الرجال الفلبّينيّين من وحدات الجيش الإسباني المحليّة للانضمام إلى قيادة أغينالدو واستؤنفت الثورة الفلبّينيّة ضد إسبانيا. وسَرَعان ما حرّر الفلبّينيّين أنفسهم المدن الفلبينية مثل: إيموس،  وباكور، وباراناك، ولاس بيناس، ومورنوج، وماكابيبي، وسان فيرناندو، وكذلك مقاطعات بأكلمها، مثل: لاغونا، وباتانجاس، وبولاكان، ونويفا، وباتان، وتاياباتس( كويزون الآن) ومقاطعة كامارينِس نورْت، إلى جانب تأمين ميناء دالاهيكيان في كافايِت.
وصلت أولى وحدات  القوّات الأمريكيّة في 30 يونيو تحت قيادة العميد توماس ماك آرثر أندرسون، قائد الفرقة الثانية في الفيلق الثامن (أعداد اللواء والفرقة الأمريكية في تلك الحقبة لم تكن واحدة في الجيش). وكتب الجنرال أندرسون إلى أغينالدو، طالبًا تعاونه في العمليات العسكرية ضد القوات الإسبانية. أجاب أغينالدو، وشكر الجنرال أندرسون على مشاعره الوديّة، لكنّه لم يقل شيئًا عن التعاون العسكري، والجنرال أندرسون لم يجدّد الطلب.
وصل اللواء الثاني والفرقة الثانية من الفيلق الثامن في 17 يوليو، تحت قيادة العميد فرانسيس ف. جرين. وصل اللواء ميريت (القائد الأعلى للبعثة الفلبينية) وموظفوه إلى كافايِت يوم 25 يوليو. ووصل اللواء الأول من الفرقة الثانية في الفيلق في 30 يوليو، تحت قيادة العميد آرثر ماك آرثر.

### إعلان استقلال الفلبين
في 12 يونيو 1898، أعلن أغوينالدو استقلال الفلبين من منزله في كافايت إل فيخو. كتب أمبروسيو ريانزاريس باوتيستا إعلان الاستقلال الفلبيني، وقرأ الوثيقة باللغة الإسبانية في ذلك اليوم في منزل أغوينالدو. في 18 يونيو، أصدر أغوينالدو مرسومًا رسميًا بإنشاء حكومته الدكتاتورية. وفي 23 يونيو، أصدر أغوينالدو مرسومًا آخر، هذه المرة باستبدال الحكومة الدكتاتورية بحكومة ثورية (وتسمية نفسه رئيسًا).

كتب أغوينالدو وادعى بشكل استعادي عام 1899، أن ضابطًا بحريًا أمريكيًا حثّه على العودة إلى الفلبين لمحاربة الإسبان وقال «إن الولايات المتّحدة دولة عظيمة وغنيّة ولا تحتاج إلى مستعمرات ». كتب أغوينالدو أيضًا أنّه بعد مباحثاتٍ مع ديوي عبر تلغراف، أكدّ له القنصل الأمريكي سبنسر برات في سنغافورة:
يمكن أن تعترف الولايات المتّحدة على الأقل باستقلال الفلبين تحت حماية البحريّة الأمريكيّة. وأضاف القنصل أنّه لا توجد ضرورة للدخول في اتفاق رسمي مكتوب لأنّ كلمة الأميرال وقنصل الولايات المتّحدة كانت في الواقع تعادل التّعهد الأكثر جدية بالوفاء بوعودهما وتأكيدهما الشفويّين للخطاب ولا يمكن أن  تكون مثل الوعود إسبانية أو الأفكار الإسبانية عن كلمة شرف الرجل.
لم يتلق أغينالدو أي شيء مكتوب.

في 28 أبريل، كتب برات إلى وزير خارجيّة الولايات المتّحدة ويليام ر. داي، موضّحاً تفاصيل لقائه مع أغينالدو:
في هذه المقابلة، بعد أن عرفت من الجنرال أغينالدو الوضع المطلوب الحصول عليه من قبل حركة التّمرد الحالية، والتي، على الرغم من غيابه عن الفلبّين، كان لا يزال يوجّهها، إلّا أنّني أخذت الأمر على نفسي، بينما أوضح أنّه ليس لدي أيّ سلطة للتحدث باسم الحكومة، الإشارة إلى خطر استمرار العمل المستقلّ في هذه المرحلة؛ ولأنّه اقتنع بسرعة التعاون مع أسطولنا، ثم في هونغ كونغ، وحصل على تأكيد بالاستعداد للمضيّ قدمًا والتشاور مع العميد البحري ديوي تحقيقًا لهذه الغاية إذا رغب الأخير في ذلك، فقد قمت بإرسال برقيّة إلى العميد البحري في نفس اليوم على النحو التالي، من خلال قنصلنا العام في هونغ كونغ.
لم يرد ذكر في المراسلات بين برات وديوي للاستقلال أو في الواقع عن أي ظروف كان على أغينالدو التعاون فيها، وتُركت هذه التفاصيل للترتيب في المستقبل مع ديوي. كان برات يهدف إلى تسهيل احتلال الفلبّين وإدارته، وكذلك منع تعارض فعليّ محتمل. في رسالة مكتوبة في 28 يوليو، أدلى برات بالبيان التالي:
لقد رفضت حتى أن أناقش مع الجنرال أغينالدو مسألة السياسة المستقبليّة للولايات المتحدة فيما يتعلق بالفلبّين، والتي لم أعلق عليها أيّ آمال من أيّ نوع، وألزم الحكومة بأيّ شكل من الأشكال، وفي سياق أسرارنا، لم تتصرّف أبدًا على افتراض أنّ الحكومة ستتعاون معه - الجنرال أغينالدو - من أجل تعزيز أي خطط خاصّة به، ولا في قبول تعاونه المذكور، ستعتبر نفسها متعهّدة بالاعتراف بأي مطالبات سياسيّة وهو ما قد يطرحه.

في يوم 16 يونيو، قام الوزير داي بتوجيه القنصل برات: « تجنب المفاوضات غير المصرّح بها مع المتمرّدين الفلبّينيّين»، وفي وقت لاحق من نفس اليوم:
تلاحظ الوزارة أنّك أبلغت الجنرال أغينالدو أنّه ليس لديك أيّ سلطة للتحدث نيابة عن الولايات المتحدة؛ وفي غياب التقرير الأكثر شمولًا الذي تعد به، يُفترض أنّك لم تحاول إلزام هذه الحكومة بأيّ تحالف مع المتمرّدين الفلبّينيّين. كان الحصول على المساعدة الشخصيّة غير المشروطة للجنرال أغوينالدو في الحملة إلى مانيلا موفقًا،  إذا لم يرتبط ذلك بتكوين آمال قد لا يكون من الممكن تحقيقها. لقد عرفت هذه الحكومة المتمرّدين الفلبّينيّين فقط على أنّهم أشخاص ساخطون ومتمردون ضد إسبانيا، وهي ليست على علم بمقاصدهم. في حين أنّ التنافس مع هذه السلطة كان مسألة سيئة السمعة العامّة، ولم يطلبوا ولم يتلقوا أيّ اعتراف من هذه الحكومة. الولايات المتّحدة، عند دخولها لاحتلال الجزر، كنتيجة لعملياتها العسكريّة في ذلك الربع، ستفعل ذلك في ممارسة الحقوق التي تمنحها حالة الحرب، وستتوقّعها من السكان، بغض النظر عن موقفهم السابق تجاه الحكومة الإسبانية، تلك الطاعة التي ستكون مستحقّة لهم بشكل قانوني.
إذا كنت، أثناء مشاوراتك مع الجنرال أغينالدو، قد تصرّفت على افتراض أنّ هذه الحكومة ستتعاون معه من أجل تعزيز أي خطّة خاصّة به، أو في قبول تعاونه، فإنّها ستعتبر نفسها متعهّدة بالاعتراف بأيّ ادعاءات سياسيّة قد يطرحها، وسيكون تصرّفك غير مقبول، ولا يمكن الموافقة عليه.
كتب الباحث الفلبّينيّ ماكسيمو كالاو في عام 1927 : « بعض الحقائق الرئيسيّة، على أية حال، تبدو واضحةً تمامًا. لم يُفهم أغينالدو أنّه، بالنظر للتعاون الفلبّينيّ، ستبسط الولايات المتّحدة سيادتها على الجزر، وبالتالي بدلًا من السيد الإسباني القديم ستأتي دولة جديدة بدلًا منه. الحقيقة هي أنّه لم يكن أحد في ذلك الوقت يعتقد أنّ نهاية الحرب ستؤدي إلى احتفاظ الولايات المتّحدة بالفلبّين ».